# 黄粱梦镇
黄粱梦镇，是中华人民共和国河北省邯郸市丛台区下辖的一个镇。鎮名出於知名的唐代傳奇《黃粱記》，镇内建有吕仙祠。京广铁路在该镇设黄粱梦站。

## 行政区划
黄粱梦镇下辖以下地区：
黄粱梦村、东鸭池村、西鸭池村、袁庄村、苏里村、卢英堡村、贵龙岗村、冯村、西三家村、东三家村、胡村、燕庄村、西耒马台村、官前村、官后村、十五里铺村、丛东村、丛南村、丛西村、丛北村、祝村、岳洼村、大峪庄村、高南村、高北村和薛庄村。

## 交通
- 京广铁路：黄粱梦站